# Józef Marian Wojciechowski
Józef Marian Wojciechowski (ur. 10 marca 1909 w Ruchocicach, zm. 1940 w Katyniu) – podporucznik piechoty rezerwy Wojska Polskiego, dziennikarz, ofiara zbrodni katyńskiej.

## Życiorys
Urodził się w rodzinie Tomasza i Władysławy z Kłosiów. Po ukończeniu szkoły powszechnej w Ruchocicach uczył się w Gimnazjum Państwowym w Wolsztynie. W 1927 zdał egzamin dojrzałości. W latach 1927–1932 studiował na Wydziale Prawno-Ekonomicznym Uniwersytetu Poznańskiego. Po ukończeniu studiów rozpoczął aplikację oraz kontynuował rozpoczętą już wcześniej pracę dziennikarską i publicystyczną. Założył i redagował miesięcznik społeczno-kulturalny „Przemiany”. Działał także Polskim Związku Zachodnim, w 1936 objął stanowisko dyrektora  Polskiego Związku Zachodniego w Katowicach, gdzie mieszkał do wybuchu wojny. Od 1 października 1938 był także redaktorem naczelnym dziennika „Polska Zachodnia”. Na stopień podporucznika został mianowany ze starszeństwem z 1 stycznia 1935 i 158. lokatą w korpusie oficerów rezerwy piechoty.
W 1939 został zmobilizowany do 73 pułku piechoty, dostał się do sowieckiej niewoli i został przewieziony do obozu NKWD w Kozielsku. Wiosną 1940 został zamordowany i pochowany w Katyniu. Znajduje się na liście transportowej NKWD z 2 kwietnia 1940.
5 października 2007 minister obrony narodowej Aleksander Szczygło mianował go pośmiertnie na stopień porucznika. Awans został ogłoszony 9 listopada 2007 w Warszawie, w trakcie uroczystości „Katyń Pamiętamy – Uczcijmy Pamięć Bohaterów”.
Józef Marian Wojciechowski był żonaty z Janiną z Szeligów, z którą miał syna Zdzisława Andrzeja i córkę Ewę Marię.